# Juan Stefanich
Juan Stefanich (Asunción, 3. svibnja 1889. – Buenos Aires, 9. veljače 1975.) bio je paragvajski odvjetnik, novinar i političar hrvatskog podrijetla.

## Životopis
Godine 1910. izabran je za predsjednika Studentskog centra. Diplomirao je kao doktor prava i društvenih znanosti na Nacionalnom sveučilištu u Asuncionu, 1920. godine. 1924. dobiva sina Juan José Stefanich Irala. Tijekom 1926. putuje u Ženevu, a zatim u London, Pariz i Madrid na poziv Lige naroda. Imenovan je za dopisnog člana u Paragvaju. Kao političar je bio član Nacionalne neovisne lige (špa. Liga Nacional Independiente). Tijekom vladavine Rafaela Franca, Juan Stefanich je imao mjesto kancelara. Objavio je brojne knjige različite tematike. Autor je romana iz gradskoga života "Aurora" (1920). Umro je u Buenos Airesu 1976. godine.